# Fitou (wijn)

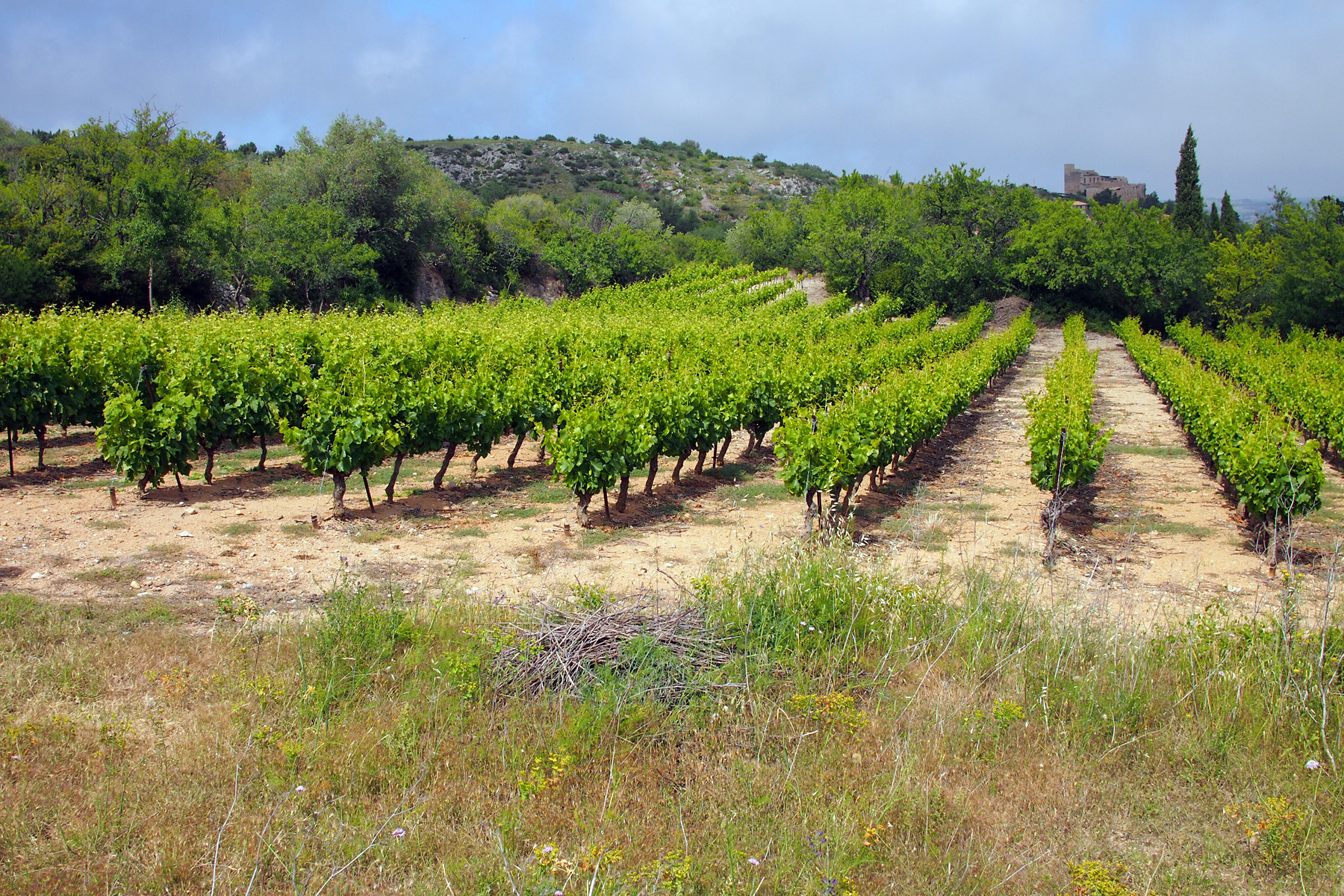
Wijnstokken in Fitou

Fitou is een Franse wijn uit de Languedoc. 

## Variëteiten
De rode Fitou valt onder deze AOC. Er zijn ook witte en rosé wijnen uit dit gebied, maar deze vallen niet onder deze AOC.
Ook zijn er in de AOC Fitou twee gebieden te onderscheiden van elkaar:
• Fitou Montagneux; deze wijnen zijn krachtiger en kunnen beter bewaard worden door de ligging in de binnenlanden.
• Fitou Maritime; deze wijnen zijn lichter en ronder door de ligging aan zee.

## Kwaliteitsaanduiding
De rode wijn heeft sinds 1948 een AOC-AOP-status. 

## Toegestane druivensoorten
Carignan, Grenache Noir (samen minimaal 30%) en/of Syrah en/of Mourvèdre.

## Opbrengst en productie
- Areaal is 2.500 ha.
- Opbrengst is gemiddeld 32 hl/ha, maar mag maximaal 45 hl/ha bedragen.
- Productie bedraagt 75 000 hl waarvan gemiddeld 40% geëxporteerd wordt.

## Producenten
215 producenten:
- 3 coöperaties
- 35 private producenten